# Гірницька сільська рада
Гірни́цька сільська́ ра́да — колишній орган місцевого самоврядування в Дубенському районі Рівненської області. Адміністративний центр — село Здовбиця.

## Загальні відомості
- Гірницька сільська рада утворена в 1939 році.
- Територія ради: 34,896 км²
- Населення ради: 1 326 осіб (станом на 2001 рік)

## Населені пункти
Сільській раді були підпорядковані населені пункти:
- с. Здовбиця
- с. Гірники
- с. Збитин
- с. Злинець
- с. Клинці

## Склад ради
Рада складалася з 16 депутатів та голови.
- Голова ради: Савчук Андрій Олександрович

### Керівний склад попередніх скликань
| Прізвище, ім'я, по батькові | Основні відомості                                                             | Дата обрання | Дата звільнення |
| --------------------------- | ----------------------------------------------------------------------------- | ------------ | --------------- |
| Савчук Андрій Олександрович | Сільський голова, 1971 року народження, освіта незакінчена вища, безпартійний | 26.03.2006   | 31.10.2010      |
| Савчук Андрій Олександрович | Сільський голова, 1971 року народження, освіта незакінчена вища, безпартійний | 31.10.2010   |                 |

Примітка: таблиця складена за даними сайту Верховної Ради України